# Deathrite
Deathrite ist eine deutsche Death-Metal-Band aus Dresden, die 2010 gegründet wurde.

## Geschichte
Die Gründung der Band geht auf eine Jam-Session im Jahr 2010 zwischen dem Schlagzeuger Stefan „Beff“ Heinz, dem Gitarristen Andy Heinrich und dem Sänger Tony Heinrich zurück. Es folgten die ersten drei Alben: Deathrite (2011), Into Extinction (2013) und Revelation of Chaos. Zudem ging die Band auf Tour durch Europa und spielte dabei mit Bands wie Napalm Death, Toxic Holocaust und Ramming Speed. 2015 war die Band außerdem auf dem Party.San zu sehen. 2017 erschien die Single Where Evil Arises. Von Ende März bis Anfang Mai ging Deathrite zusammen mit Mantar und Deserted Fear auf Tour durch Deutschland und die Schweiz. Im Januar 2018 unterzeichnete die Gruppe einen Vertrag bei Century Media. Als neue Mitglieder stießen außerdem der Bassist Anton Hoyer und der zweite Gitarrist Tom Michalik hinzu. Im November des Jahres erschien das Album Nightmares Reign. Es war innerhalb von zehn Tagen von Richard Behrens und Emanuele Baratto im Big Snuff Studio in Berlin produziert, abgemischt und gemastert worden. 2018 nahm die Band außerdem am Summer Breeze teil. Im November und Dezember des Jahres ging es zusammen mit Mantar, Evil Invaders und Skeletonwitch auf Tour durch Deutschland und die Schweiz. 2019 war die Gruppe erneut auf dem Party.San zu sehen.

## Stil
Michael Echomaker vom Ox-Fanzine fasste Into Extinction als eine Mischung aus Grindcore, Death Metal, Hardcore Punk und Punk zusammen.
Boris Kaiser vom Rock Hard merkte die Punk- und Grindcore-Wurzeln der Gruppe an und bezeichnete Revelation of Chaos als „einen beinahe lupenreinen, komplett reduzierten Death-Metal-Brecher“, der klanglich an Entombeds Left Hand Path und Dismembers Like an Everflowing Stream erinnere. Deathrite übertreffe dabei eine ähnliche Band wie Fatalist. In den Songs sei häufig ein Crustcore-Einfluss zu vernehmen und die Herangehensweise der Band erinnere eher an Black Breath, Coffins oder Goatwhore als an eine schwedische Band der frühen 1990er Jahre. In einer späteren Ausgabe rezensierte Patrick Schmidt Nightmares Reign und schrieb, dass sich die Band durch die Einarbeitung von Crustcore-, Post-Hardcore- sowie Celtic-Frost-Einflüssen vom klassischen Death Metal weiter entfernt. In den Songs würden auch klangliche Parallelen zu Voivod, Obituary und Goatwhore sowie eine Düsterheit im Stil von Tribulation vorkommen. Den Songs fehle es jedoch an Eingängigkeit. In derselben Ausgabe bezeichnete Mandy Malon die Musik als „Death ’n’ Roll irgendwo zwischen Hellhammer und D-Beat-Punk“. Nightmares Reign gehe textlich in eine andere Richtung als der Vorgänger, der Krieg thematisiert hatte. Vielmehr würden sich die Texte zwischen den Extremen Ekstase und Sinnlichkeit sowie Tod und Blasphemie bewegen. Im Interview mit ihr gab Tony Heinrich an, dass er textlich durch seinen Bestatterberuf dazu inspiriert wurde. Ansonsten sei er diesbezüglich durch Country-Musik beeinflusst worden. Dadurch, dass der Gruppe nun ein zweiter Gitarrist zur Verfügung stehe, sei nun das Pendeln in den Songs zwischen verschiedenen Extremen wie laut und leise oder schnell und langsam besser möglich.
Petra Schurer vom Metal Hammer bezeichnete Revelation of Chaos als rohen und „tiefenbetonten“ Death Metal. Neben „Hackhymnen“ würden auch groovige Passagen auf dem Album vorkommen. Dominik Winter schrieb drei Jahre später über Nightmares Reign, dass die Musik noch hoffnungsloser und dunkler klinge als zuvor, roh und auf das nötigste reudziert sei und an Entombed und Dismember erinnere. Deathrite orientiere sich an den 1990er Jahren, würde hierbei jedoch den Abwechslungsreichtum nicht vermissen lassen. In den Songs verarbeite die Gruppe auch Einflüsse aus Doom Metal, Crustcore und der New Wave of British Heavy Metal.

## Diskografie
Alben
- 2011: Deathrite (Per Koro Records)
- 2013: Into Extinction (Per Koro Records)
- 2015: Revelation of Chaos (Prosthetic Records)
- 2018: Nightmares Reign (Century Media)
- 2024: Flames Licking Forever (Into Endless Chaos Records)

Sonstige
- 2011: MMXI Demo (Demo, Eigenveröffentlichung)
- 2012: Goldust / Deathrite (Split mit Goldust, Per Koro Records)
- 2012: Fractures of Nocturnal Rites (Kompilation, Nerdcore Records)
- 2017: Where Evil Arises (Single, Affront Vinyl)
- 2022: Delirium (EP, Into Endless Chaos Records)